# Инге Стари
Инге Стария (на шведски: Inge den äldre) е първият шведски крал, споменат в писмени източници. Управлява страната от около 1080 до смъртта си след 1100 г. Син е на крал Стенкил. Съпруга – Хелена. 

## Семейство
От съпругата си Хелена Инге имал дъщеря Маргарет, която дал за жена на норвежкия крал Магнус III Босоногия, сключвайки с него мирен договор. Другата му дъщеря, Кристин Ингесдотер, била омъжена за великия киевски княз Мстислав I. Синът му Рагнвалд Глупавия се опитал да управлява страната, но бил убит от гетите. Внучката на Инге (от сина му) била Ингрид Рагнвалсдатер, омъжена за Харалд IV Гиле, родила краля на Норвегия – Инге I Крокрюг.